# Satō Haruo

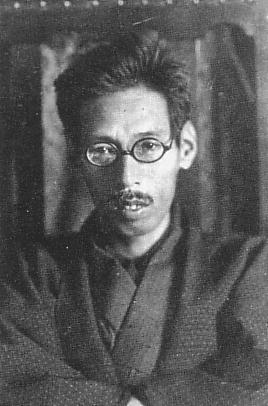
Satō Haruo

Satō Haruo (japanisch 佐藤 春夫; * 9. April 1892 in Shingū, Präfektur Wakayama; † 6. Mai 1964 in Tokyo) war ein japanischer Lyriker, Erzähler und Essayist.
Satō ist Ehrenbürger seiner Geburtsstadt Shingū.

## Leben

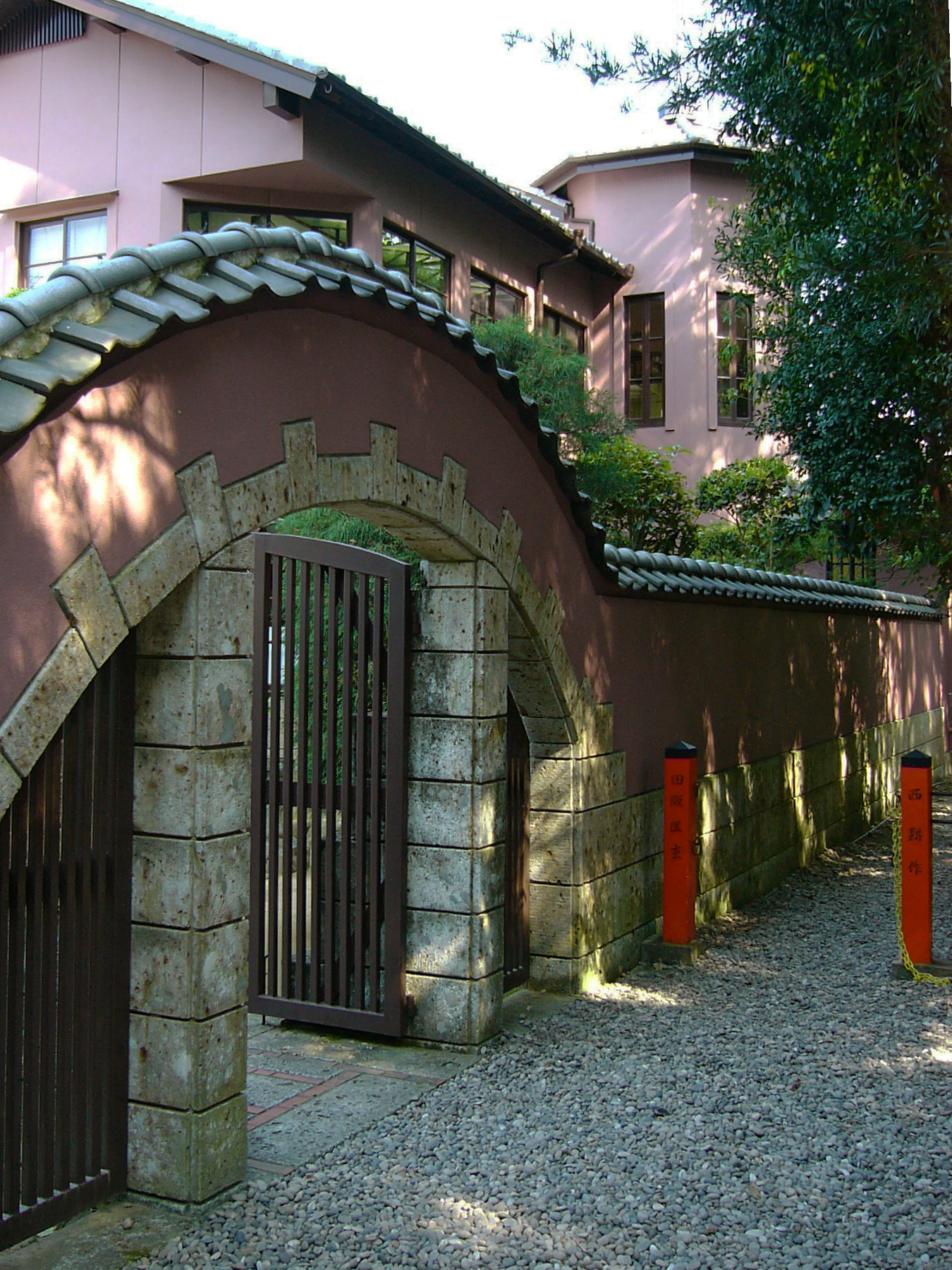
Satō-Haruo-Museum

Satō entstammte einer Ärztefamilie. Bald trat er dem Dichterkreis Myōjō (明星) um Yosano Akiko und ihrem Mann Tekkan bei. Wegen Nagai Kafū, der an der Keiō-Universität lehrte, immatrikulierte er 1910 an dieser, verließ sie aber wieder ohne Abschluss. Wie auch der Dichterkreis war sein Werk schon früh vom lyrisch-romantischen Ton bestimmt. Erste Anerkennung fand er mit seiner märchenhaften Erzählung Supein inu no ie (1916, „Das Haus eines Neufundländers“).
Im Jahr 1920 reiste er im Juli nach Taiwan, nachdem der einige Zeit in der Heimat verbracht hatte, wo ein Freund aus der Mittelschule ihm vorschlug, ihn dorthin zu begleiten. In Taipei traf er Mori Ushinosuke (森丑之助), auch Mori Heiushi (森丙牛) genannt, der im dortigen Museum arbeitete und mit seinen anthropologischen Studien besonders der indigenen Bevölkerung Pionierarbeit leistete. Mori ermunterte ihn auch, nach China überzusetzen, wo er sich für einige Wochen aufhielt. Auf Taiwan erhielt er Anregungen für einige seiner Werke wie „Jokaisen kitan“ (女誡扇綺譚, 1926) und „Musha“ (霧社, 1924, eine Erzählung vor dem Musha-Zwischenfall von 1930).
In der Erzählung Den’en no yūutsu (1919, 田園の憂鬱, „Ländliche Melancholie“) und dem thematisch anschließenden Roman Tokai no yūutsu (1922, 都会の憂鬱, „Großstadt-Melancholie“) wird der Lebensüberdruss des bürgerlichen Intellektuellen dargestellt. Satōs Schaffen kreist im Wesentlichen um den Bereich des Privaten und um den Lebensüberdruss von Intellektuellen. Seltener wie in Baishōfu Mari (1924, 売笑婦マリ, „Die Prostituierte Mari“) werden gesellschaftliche Probleme thematisiert.

## Preise und Auszeichnungen
- 1949 Nihon Suiri Sakka Kyōkaishō (日本推理作家協会賞, Mystery Writers of Japan Awards )
- 1960 Kulturorden

## Ins Deutsche übersetzte Werke
- 1914: Das Haus des spanischen Hundes. Eine Geschichte für Menschen, die gerne träumen (西班牙犬の家 (夢見心地になることの好きな人々の為めの短篇), Supeinken no ie. (yumemi gokochi ni naru koto no sukina hitobito no tame no tanpen)). Aus dem Japanischen von Jan Polivka. Mori-Ôgai-Gedenkstätte der Humboldt-Universität, Berlin 2001.[6]
- 1918: Symbole der neuen Zeitströmung „Automobile“, „Laufbilder“ und „Cafés“ — Eindrücke (新時代流行の象徴として観たる｢自動車｣と｢活動写真｣と｢カフェー｣の印象, Shinjidai ryūkō no shōchō toshite mitaru „jidōsha“ to „katsudō shashin“ to „kafē“ no inshō). Aus dem Japanischen von Harald Salomon. In: Japonica Humboldtiana – Yearbook of the Mori Ôgai Memorial Hall, Band 11. Humboldt-Universität, Berlin 2007, hier: S. 178–182
- Blasse Leidenschaft. Erzählung. Aus dem Japanischen von Saskia Sellnau. Mori-Ôgai-Gedenkstätte der Humboldt-Universität, Berlin 2008